# هاري ليفينغستون فرينش
هاري ليفينغستون فرينش (بالإنجليزية: Harry Livingston French)‏ هو مهندس معماري أمريكي، ولد في 21 نوفمبر 1871، وتوفي في 16 يناير 1928.